# Ramburelles
Ramburelles (picardisch: Ramburelle) ist eine nordfranzösische Gemeinde mit 260 Einwohnern (Stand 1. Januar 2022) im Département Somme in der Region Hauts-de-France. Die Gemeinde liegt im Arrondissement Abbeville und ist Teil des Kantons Gamaches.

## Geographie
Die Gemeinde mit dem Weiler Le Bocquet liegt rund vier Kilometer westnordwestlich von Oisemont und zwölf Kilometer östlich von Gamaches.

## Geschichte
Das Schloss wurde gegen Ende des Zweiten Weltkriegs von den deutschen Besatzungstruppen in Brand gesteckt.

## Einwohner
| 1962 | 1968 | 1975 | 1982 | 1990 | 1999 | 2006 | 2011 |
| ---- | ---- | ---- | ---- | ---- | ---- | ---- | ---- |
| 226  | 213  | 228  | 211  | 231  | 210  | 241  | 255  |

## Sehenswürdigkeiten

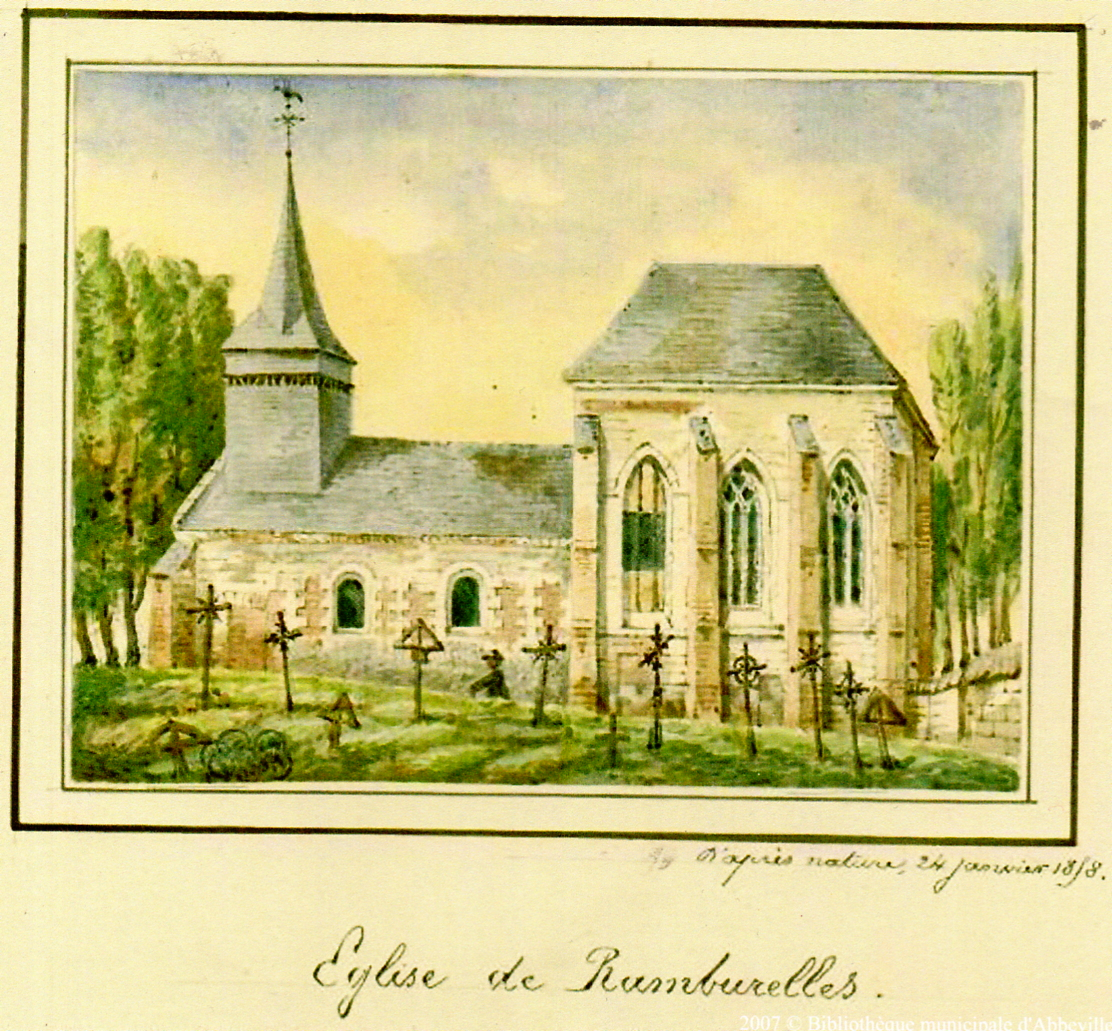
Die Kirche im Jahr 1858

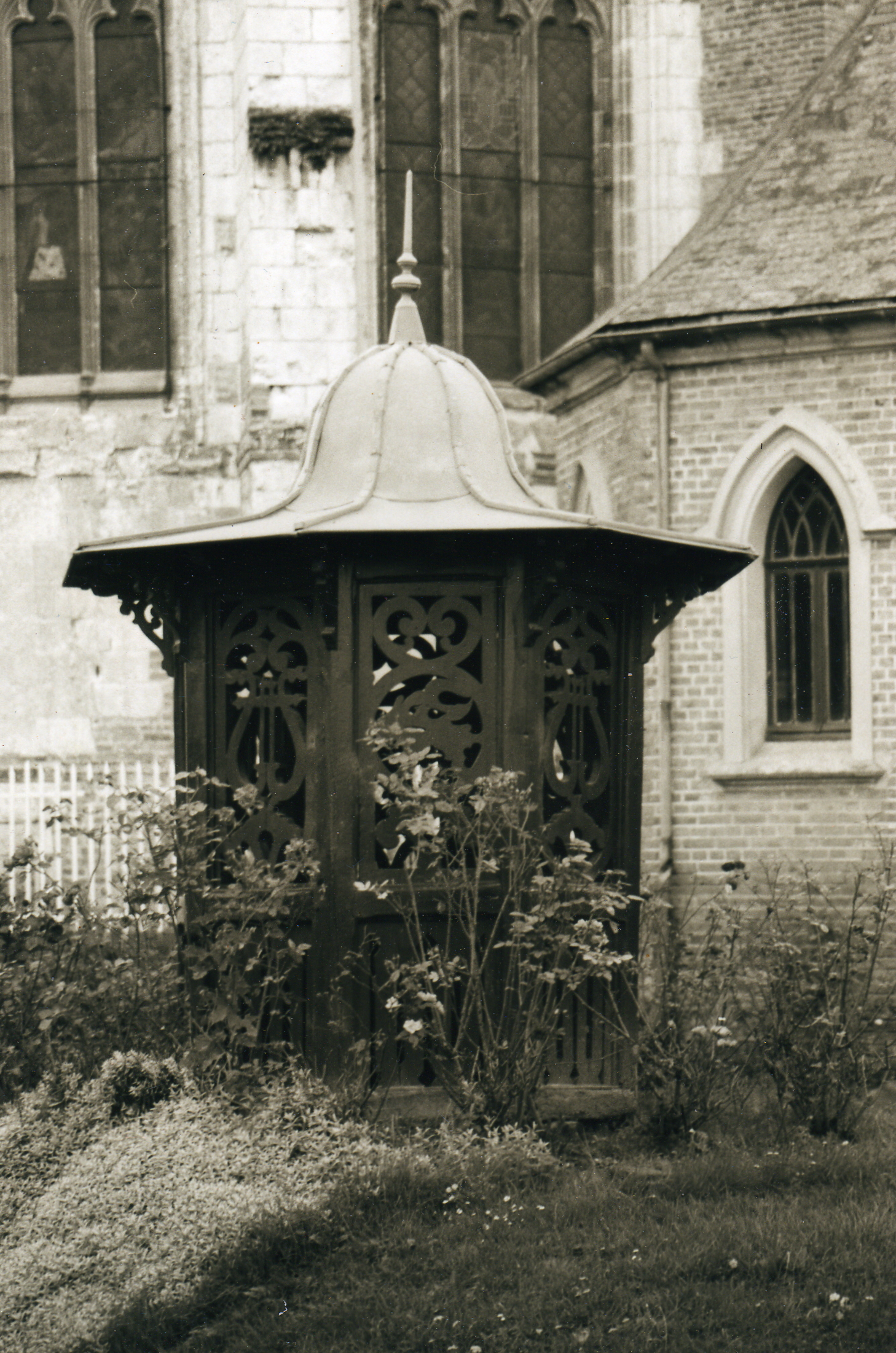
Brunnenhaus

- Mariä-Geburts-Kirche aus dem 16. Jahrhundert[1]
- Schloss
- 1922 eingeweihtes Kriegerdenkmal
- Altes hölzernes Brunnenhaus vor der Schule

## Persönlichkeiten

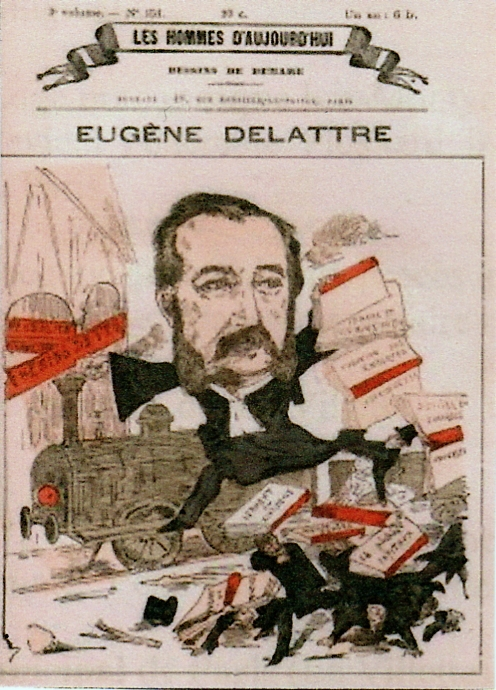
Eugène Delattre

- Eugène Delattre, Politiker (1830–1898), hier geboren.